# Xavier Trabado Farré
Xavier Trabado Farré (Barcelona, 30 de novembre de 1963) és un enginyer industrial i activista català, president de la Taula d'entitats del Tercer Sector Social de Catalunya des del maig del 2025.
Llicenciat en Enginyeria industrial per la Universitat Politècnica de Catalunya (UPC) i diplomat en Sociologia per la London School of Economics i per l'IESE Business School, ha treballat a la Fundació Bancària Caixa d'Estalvis i Pensions de Barcelona, on ha estat director del seu Observatori Social.
Abans de ser el·legit i convertir-se en el seu president, després de la mort sobtada del seu anterior responsable, Enric Morist Güell, Xavier Trabado Farré ja estava vinculat a la Junta directiva de la Taula d'entitats del Tercer Sector Social de Catalunya des de l'any 2017, darrerament com a vicepresident en el pla d'acció de l'entitat, representant la Federació Salut Mental Catalunya, d'on n'era vocal. Trabadó ha estat vinculat amb tasques relacionades amb el tercer sector. Durant la seva trajectòria professional ha estat president de Salut Mental Catalunya (2006-2016), president d'AREP per la salut mental, president i vicepresident d'Obertament, vicepresident segon del COCARMI (Comitè Català de Representants de Persones amb Discapacitat) i membre de la junta directiva de Salud Mental España. Actualment, és patró de la Fundació Hàbitat3.